# Анцухихи
Анцухихи (фр. Antsohihy) — город на Мадагаскаре. Расположен в северо-западной части острова в 664 км от столицы страны, города Антананариву и в 376 км от города Махадзанга. Административный центр одноимённого округа и района Суфия в провинции Махадзанга.
Население по данным на начало 2012 года составляет 24 417 человек; население по данным переписи 1993 года составляло 14 244 человека.